# Centaurea aplolepa
Il fiordaliso tirreno (Centaurea aplolepa Moretti, 1826)  è una pianta erbacea, angiosperma dicotiledone, appartenente alla famiglia delle Asteraceae.

## Descrizione
Centaurea aplolepa è una piante perenni con portamenti erbacei oppure subarbustivi (il fusto alla base è lignificato, ascendente e ramoso in alto). La forma biologica è emicriptofita scaposa (H scap), ossia in generale sono piante erbacee, a ciclo biologico perenne, con gemme svernanti al livello del suolo e protette dalla lettiera o dalla neve e sono dotate di un asse fiorale eretto e spesso privo di foglie. L'altezza varia da 2 a 9 dm. Il fusto è lignificato alla base, ha un portamento eretto o ascendente (può essere prostrato).
In genere sono presenti sia foglie basali che cauline. Le foglie lungo il caule normalmente sono a disposizione alternata. Quelle basali si dividono in primordiali con lamine lirate o indivise, ma effimere; quelle successive sono lunghe 10 cm, 1-2-pennatosette e completamente divise in segmenti (lacinie) da lanceolate a lineari-filiformi (larghezza: 1 - 1,5 mm; lunghezza 7 – 12 mm). Le foglie cauline, progressivamente ridotte, sono pennate (con lacinie da lineari a intere) e abbondanti fin sotto ai capolini. La superficie delle foglie ha una pelosità variabile: in genere sono da subglabre a grigio-tomentose; la consistenza è un po' carnosa.
Le infiorescenze sono composte da numerosi capolini terminali (all'apice dei rami), spesso formano un fascetto. I capolini, più o meno disciformi o radiati e eterogami (raramente sono omogami), sono formati da un involucro a forma ovoide (diametro di 5 – 12 mm) composto da brattee (o squame) all'interno delle quali un ricettacolo fa da base ai fiori di due tipi: tubulosi (centrali) e ligulati (periferici). Le brattee disposte in più serie in modo embricato e scalato, a forma ovato-triangolare, sono provviste di una appendice appena dentellata o più o meno cigliata. Il ricettacolo, a forma piatta o più o meno conica, è ricoperto da pagliette oppure, più raramente, è nudo.
I fiori sia quelli tubulosi che ligulati sono tetra-ciclici (ossia sono presenti 4 verticilli: calice – corolla – androceo – gineceo) e pentameri (ogni verticillo ha 5 elementi). I fiori centrali in genere sono tubulosi (actinomorfi); quelli periferici sono di tipo ligulato (zigomorfi). In genere i fiori sono ermafroditi (bisessuali) e feritili. Quelli periferici sono sterili (neutri) e talvolta con staminoidi.
- Formula fiorale:

*/x K {\displaystyle \infty }, [C (5), A (5)], G 2 (infero), achenio
- Calice: i sepali del calice sono ridotti ad una coroncina di squame.
- Corolla: i fori tubolosi centrali si aprono in cinque profondi lobi; quelli ligulati della periferia (perlopiù sterili) sono più o meno bilabiati e molto lunghi (raramente sono ridotti). Il colore va dal rosa (o quasi bianchi), al porpora e il violetto.
- Androceo: gli stami sono 5 con filamenti liberi, glabri o papillosi e distinti, mentre le antere sono saldate in un manicotto (o tubo) circondante lo stilo. Le antere in genere hanno una forma sagittata con base caudata. Il polline normalmente è tricolporato a forma sferica o schiacciata ai poli.
- Gineceo: lo stilo è filiforme con due stigmi divergenti e glabri; un ciuffo di peli è presente all'apice dello stilo. L'ovario è infero uniloculare formato da 2 carpelli. L'ovulo è unico e anatropo.
- Fioritura: da giugno a agosto.

I frutti sono degli acheni con pappo. La forma dell'achenio in genere è oblunga e compressa (raramente è obconica); è colorato di grigio o nero ed è lungo 2 – 4 mm. Il pericarpo può essere di tipo parenchimatico, altrimenti è indurito (lignificato) radialmente; la superficie è liscia o a coste.  Il carpoforo (o carpopodium - il ricettacolo alla base del gineceo) è anulare. I pappi, formati da due serie di setole (quelle esterne sono pennate o piumose; quelle interne sono più piccole e lacerate), sono direttamente inseriti nel pericarpo o connati in un anello parenchimatico posto sulla parte apicale dell'achenio. Raramente il pappo, lungo come l'achenio, può essere ridotto o nullo. L'ilo è laterale.

## Biologia
- Impollinazione: l'impollinazione avviene tramite insetti (impollinazione entomogama tramite farfalle diurne e notturne).
- Riproduzione: la fecondazione avviene fondamentalmente tramite l'impollinazione dei fiori (vedi sopra).
- Dispersione: i semi (gli acheni) cadendo a terra sono successivamente dispersi soprattutto da insetti tipo formiche (disseminazione mirmecoria). In questo tipo di piante avviene anche un altro tipo di dispersione: zoocoria. Infatti gli uncini delle brattee dell'involucro si agganciano ai peli degli animali di passaggio disperdendo così anche su lunghe distanze i semi della pianta.

Queste piante presentano una particolare sensibilità al tatto nei filamenti delle antere. Questi si irritano allorquando avviene uno stimolo tattile qualsiasi, come lo strofinio di un pronubo; contemporaneamente dalle antere esce del polline e lo stillo si raddrizza per riceverlo prontamente. Avviene così una auto-impollinazione.

## Distribuzione e habitat
- Geoelemento: il tipo corologico (area di origine) è Endemico (Liguria e Tirreno)
- Distribuzione: in Italia questa specie si trova nel Nord Ovest.
- Habitat:  l'habitat preferito per queste piante sono gli ambienti aridi (su serpentino).
- Distribuzione altitudinale: sui rilievi, in Italia, queste piante si possono trovare fino a circa 500 m s.l.m..

## Tassonomia
La famiglia di appartenenza di questa voce (Asteraceae o Compositae, nomen conservandum) probabilmente originaria del Sud America, è la più numerosa del mondo vegetale, comprende oltre 23.000 specie distribuite su 1.535 generi, oppure 22.750 specie e 1.530 generi secondo altre fonti (una delle checklist più aggiornata elenca fino a 1.679 generi). La famiglia attualmente (2021) è divisa in 16 sottofamiglie.
La tribù Cardueae (della sottofamiglia Carduoideae) a sua volta è suddivisa in 12 sottotribù (la sottotribù Centaureinae è una di queste).

### Filogenesi
La classificazione della sottotribù rimane ancora problematica e piena di incertezze. Il genere Centaurea è inserito nel gruppo tassonomico informale Centaurea Group. La posizione filogenetica di questo gruppo nell'ambito della sottotribù è definita come il "core" della sottotribù; ossia è stato l'ultimo gruppo a divergere intorno ai 10 milioni di anni fa.
Il genere Centaurea è di difficile trattazione essendo altamente polimorfo. Forse è un complesso polifiletico ancora poco conosciuto. Frequenti sono i fenomeni di ibridazione; sono presenti fusti pesanti e con pappo nullo o inefficiente, e quindi poco adatto alla disseminazione a distanza: si generano così una moltitudine di taxa locali segregati, che non sono separati da barriere sessuali, ma da ristrette separazioni geografiche.
Il numero cromosomico di C. aplolepa è: 2n = 18.
La specie di questa voce appartiene al gruppo con le brattee (o squame) dell'involucro che terminano con una appendice decorrente, ossia non è chiaramente separata (tramite una strozzatura) dal corpo sottostante della squama e all'apice è presente una singola spina oppure le brattee sono inermi e il pappo è lungo da 1/8 a 1/3 della lunghezza dell'achenio. (In base alla suddivisione proposta da Pignatti). Questa suddivisione comunque è priva di valore tassonomico ma puramente di comodo dato il grande numero di specie spontanee presenti sul territorio italiano.
Una specie simile è: Centaurea integrans  Naggi (Pignatti descrive questa entità endemica nella serie polimorfa di C. aplolepa).

### Sottospecie
La specie di questa voce è polimorfa e forma un gruppo vario di "gamodemi" formatisi per isolamento geografico, le cui entità sono considerata da alcuni Autori a livello di varietà, mentre per altri sono delle sottospecie. Per questa specie attualmente sono indicate le nove seguenti sottospecie così descritte:
- Centaurea aplolepa subsp. aplolepa

Descrizione: i fusti sono eretto-ascendenti con superficie grigio-tomentosa; le foglie inferiori sono pennatosette e un po' carnose; i capolini sono grandi (diametro: 8 - 12 mm); i margini delle brattee sono appena dentellati (o interi) con scarse ciglia; gli acheni sono neri; il pappo degli acheni è ben sviluppato ed lungo più di metà dell'achenio.
Habitat: l'habitat preferito sono i prati aridi, gli ambienti rocciosi e le rupi costiere.
Distribuzione: Appennino Ligure e Piemonte.
Sinonimi: Acosta aplolepa (Moretti) Holub - Centaurea rupicola Bad. ex Nyman
- Centaurea aplolepa subsp. bertolonii (Arrigoni) Greuter, 2003

Descrizione: il portamento del fusto è eretto (fino a 85 cm); le foglie basali hanno delle forme 2-penatosette; il diametro dell'involucro è di 8 - 11 mm; le brattee hanno delle forme ovate con delle ciglia bruno-nerastre; il colore dell'achenio è olivastro con un pappo lungo meno della metà dell'achenio.
Habitat: l'habitat tipico sono gli incolti e gli ambienti rocciosi.
Distribuzione: Liguria
Sinonimi: Centaurea bertolonii Hausskn. - Centaurea paniculata subsp. bertolonii Arrigoni
- Centaurea aplolepa subsp. carueliana  (Micheletti) Dostál, 1976

Descrizione: i fusti sono ispidi; le foglie inferiori hanno delle forme pennatosette o lirate; i capolini sono piccoli (diametro: 5 - 10 mm); i margini delle brattee sono lievemente cigliati; gli acheni sono colorati di bruno-grigio; il pappo è assente o è formato da brevi setole.
Habitat: l'habitat preferito sono i prati aridi e le aree ghiaiose.
Distribuzione: Appennino Pavese, Piacentino e Toscana.
Sinonimi: Centaurea paniculata f. carueliana Micheletti - Centaurea paniculata subsp. carueliana (Micheletti) Arrigoni
- Centaurea aplolepa subsp. cosana  (Fiori) Dostál, 1976

Descrizione: il portamento dei fusti è eretto (fino a 50 cm); le foglie hanno la superficie liscia e la forma a pennatosetta; i capolini sono grandi (diametro: 8 - 10 mm); le brattee hanno delle forme ovate; le ciglia delle brattee sono brevi  (0,2 - 0,5 mm) e lungamente decorrenti; il pappo degli acheni (di colore grigio) è ben sviluppato ed lungo meno della metà dell'achenio.
Habitat: l'habitat preferito sono i prati terofitici.
Distribuzione: Monte Argentario.
Sinonimi: Centaurea paniculata var. cosana Fiori - Centaurea paniculata subsp. cosana (Fiori) Arrigoni
- Centaurea aplolepa subsp. gallinariae  (Briq. & Cavill.) Dostál, 1976

Descrizione: il portamento del fusto è eretto; le foglie sono pennatosette con lacinie lanceolato-lineari; i capolini sono grandi (diametro: 8 - 13 mm); la forma delle brattee è ovato-triangolare; le ciglia delle brattee sono allungate  (1 - 1,5 mm); il pappo degli acheni è ben sviluppato ed lungo meno della metà dell'achenio.
Habitat: l'habitat preferito sono i prati e le macchie.
Distribuzione: isola Gallinara (Savona)
Sinonimi: Centaurea paniculata var. gallinariae Briq. & Cavill. - Centaurea paniculata subsp. gallinariae (Briq. & Cavill.) Arrigoni
- Centaurea aplolepa subsp. levantina  (Arrigoni) Greuter, 2003

Descrizione: il portamento del fusto è eretto; le foglie sono carnosette, quelle basali sono bipennate; il diametro dell'involucro è 9 - 13 mm; la forma delle brattee è ovata con superficie lanosa; il pappo è lungo metà dell'achenio.
Habitat: gli ambienti preferiti sono quelli rocciosi.
Distribuzione: Liguria.
Sinonimi: Centaurea paniculata subsp. levantina Arrigoni
- Centaurea aplolepa subsp. lunensis  (Fiori) Dostál, 1976

Descrizione: il portamento del fusto è eretto fino a 60 cm; le foglie hanno una superficie scabra e delle forme da pennatosette a bipennatosette; i capolini sono grandi (diametro: 6 - 12 mm); la forma delle brattee è ovata; le ciglia delle brattee sono brevi  (0,2 - 0,5 mm) e scarsamente decorrenti; il pappo degli acheni (colorati di grigio nocciola) è ben sviluppato ed lungo meno della metà dell'achenio.
Habitat: gli ambienti preferiti sono quelli aridi.
Distribuzione: Appennini Nord Occidentali
Sinonimi: Centaurea paniculata var. lunensis Fiori - Centaurea paniculata subsp. lunensis (Fiori) Arrigoni
- Centaurea aplolepa subsp. maremmana  (Fiori) Dostál, 1976

Descrizione: la pianta ha un portamento eretto; le foglie inferiori sono pennatosette con lacinie filiformi laterali; i capolini hanno un diametro di 4 - 10 mm; le brattee hanno delle forme ovate; gli acheni sono neri o grigiastri; il pappo è assente.
Habitat: gli ambienti preferiti sono quegli aridi.
Distribuzione: Livorno
Sinonimi: Centaurea paniculata f. maremmana Fiori - Centaurea paniculata subsp. maremmana (Fiori) Arrigoni
- Centaurea aplolepa subsp. subciliata  (DC.) Arcang., 1882

Descrizione: la pianta ha un portamento prostrato-diffuso, ed è grigio-tomentosa; le foglie inferiori hanno una forma 1-2-pennatosetta e sono un po' carnose; i capolini sono grandi (diametro: 6 - 10 mm); le brattee hanno dei margini ferruginosi; le ciglia delle brattee sono pettinate e brevi  (0,2 - 0,5 mm) ma ben distinte; gli acheni sono grigiastri; il pappo degli acheni è ben sviluppato ed lungo meno della metà dell'achenio.
Habitat: i terreni preferiti sono quelli sabbiosi dei litorali comprese le zone rupestri.
Distribuzione: Toscana
Sinonimi: Centaurea aplolepa var. subciliata DC. - Centaurea paniculata subsp. subciliata (DC.) Arrigoni
- Centaurea aplolepa subsp. parvula  (Ces.) Arcang.

Descrizione: i fusti sono elevati ed hanno un portamento eretto; le foglie inferiori hanno delle forme 1-2-pennatosette; il diametro dell'involucro è 4 - 7 mm; gli acheni sono colorati di grigio o nero ed hanno un pappo lungo fino a metà achenio.
Habitat: l'habitat tipico sono le rupi (anche marine) e i prati aridi.
Distribuzione: Appennino settentrionale.
Fitososiologia: per l'areale completo italiano la sottospecie di questa voce appartiene alla seguente comunità vegetale:
Macrotipologia: vegetazione arbustiva
Classe: Rosmarinetea officinalis Rivas-Martínez, T.E. Diáz, F.Prieto, Loidi & Penas, 2002
Ordine: Rosmarinetalia officinalis Br.-Bl. ex Molinier, 1934
Alleanza: Alyssion bertolonii Pignatti E. & Pignatti S., 1977
Descrizione: l'alleanza Alyssion bertolonii è relativa alle garighe che si sviluppano su rocce ofiolitiche e suoli a pH neutro o basico. L'alleanza include comunità di camefite e nanofanerofite, soprattutto mediterranee ed endemiche. Distribuzione: dal Piemonte alla Toscana.
Alcune specie presenti nell'associazione: Alyssum bertolonii, Euphorbia spinosa, Festuca inops, Festuca robustifolia, Thymus striatus, Thymus vulgaris, Genista desoleana, Genista januensis, Centaurea aplolepa, Satureja montana, Plantago holosteum, Stipa etrusca, Trinia glauca, Armeria denticulata, Minuartia laricifolia, Festuca robustifolia.
Sinonimi: Centaurea aplolepa subsp. ligustica (Briq.) Dostal